# كينتا هيراإيشي
كينتا هيراإيشي (باليابانية: 平石 健太) (26 يونيو 1985 في أونوميتشي في اليابان – )؛ هو لاعب كرة قدم ياباني سابق كان يلعب كمدافع.

## وصلات خارجية
- كينتا هيراإيشي على موقع رابطة كرة القدم اليابانية للمحترفين (اليابانية)
- كينتا هيراإيشي على موقع Soccerway.com (الإنجليزية)